# Liolaemus williamsi
Liolaemus williamsi — вид ігуаноподібних ящірок родини Liolaemidae. Ендемік Перу.

## Поширення і екологія
Liolaemus williamsi мешкають в національному заповіднику Пампа Галерас-Барбара-д'Ашиль в регіоні Аякучо. Вони живуть на високогірних луках пуна, серед каміння. Зустрічаються на висоті від 4142 до 4152 м над рівнем моря. Є живородними.